# 文登瓦瑟河
46°44′09″N 8°22′19″E / 46.73576°N 8.37181°E
文登瓦瑟河是瑞士的河流，位於該國中西部，流經伯恩州，屬於加德默瓦瑟河的右支流，河道全長5.7公里，流域面積14.1平方公里，發源自鐵力士峰山腳。